# مقراب سبيتزر الفضائي
مقراب سبيتزر الفضائي هو مرصد فضائي يلتقط الأشعة تحت الحمراء، والرابع والأخير من بين المراصد العظمى التي أطلقتها ناسا إلى الفضاء. تم إطلاقه في 25 أغسطس 2003 من مركز كينيدي للفضاء في قاعدة كاب كانافيرال للقوات الجوية.
اطلقت الوكالة على المقراب اسم «سبيتزر» تكريما لذكرى ليمان سبيتزر، أحد علماء الفلك المشهورين، عالم الفلك في جامعة برنستون الذي اقترح في العام 1946 تطوير أول صاروخ مداري يطلق تلسكوبات إلى الفضاء فوق الغيوم الحاجبة لطبقات الجو العليا وقد كان سبيتزر أحد رواد الجهود الهادفة إلى اقناع الكونغرس بتخصيص أموال لإطلاق أسطول من التلسكوبات المدارية. كلف المشروع 670 مليون دولار.
ومن المسبارات التي أطلقتها ناسا من قبل وتقوم بقياس أشعة غير مرئية من الفضاء تلسكوب شاندرا الفضائي للأشعة السينية. وكل من تلك المسبارات التي تقيس الضوء غير المرئي تفصح عن خواص وظواهر للأجرام السماوية وما يحيط بها من غبار كوني لا يمكن للتلسكوبات العادية رؤيتها. فبعضها مثل تلسكوب سبيتز يقيس الاشعة تحت الحمراء وهي تتميز بأن الغبار الكوني لا يمتصها وبذلك تصل إلينا ويمكننا بذلك رؤية النجوم المختفية وراء الغبار الكوني.
توقف التلسكوب سبيتزر عن العمل في 30 يناير 2020.

## مهام التلسكوب سبيتزر
يستطيع المقراب أن يسجل موجات أشعة تحت الحمراء، أو مصادر حرارية ضعيفة جدا مما يتيح لعلماء الفلك لأول مرة أن يلقوا نظرة على قلب الحقول النجمية التي تحجبها الغاز والغبار الكوني الكثيفة عن تلسكوبات التي تقيس الضوء المرئي العادية. يراقب سبيتزر الكون من مدار قريب من كوكب الأرض. والمركز العلمي المسؤول عن هذا التلسكوب وعن ربط المراكز العلمية حول العالم بالبيانات التي يتم الحصول عليها من سبيتزر، هو مركز تحليل ومعالجة البيانات تحت الحمراء IPAC في جامعة «كالتك» في كاليفورنيا التابع لناسا ويترأس إدارته عالم عربي من لبنان وهو الدكتور جورج حلو.
كانت التقديرات الأولى تشير إلى ان التلسكوب سيتوقف عن العمل في العام 2008 حيث يجري تبريده بغاز الهيليوم، لكن بسبب الاقتصاد في استخدام التلسكوب فمن المتوقع أن يظل في الخدمة حتى ربيع سنة 2009 وهي السنة العالمية لعلم الفلك.

## اكتشافات
كشف المقراب عن وجود كميات هائلة من بخار الماء في منطقة تعج بنجوم حديثة الولادة، على بعد حوالي 1000 سنة ضوئية من الأرض. وقدر العلماء كمية بخار الماء الموجودة في قرص الغبار والغاز المحيط بهذه النجوم بخمسة أضعاف الماء الموجود على كوكب الأرض.
من أوائل الصور التي بعث بها تلسكوب سبيتزر صورة مجرة كانت تبدو مغبشة للتلسكوبات الأخرى. وفي صور سبيتزر يمكن رؤية حقول واسعة من النجوم في قلادة لولبية تطوق المجرة. كما قام بتصوير غبارا متوهجا اتضح من دراسته أنه من غبار الكربون. التلسكوب الجديد يظهر ان رقعة سماوية تبدو سوداء وفارغة بالتلسكوبات المخصصة لمراقبة الضوء المرئي، هي «مشتل نجوم»، أو سحابة غبار هائلة تتشكل في داخلها نجوم وأجسام فلكية أخرى.

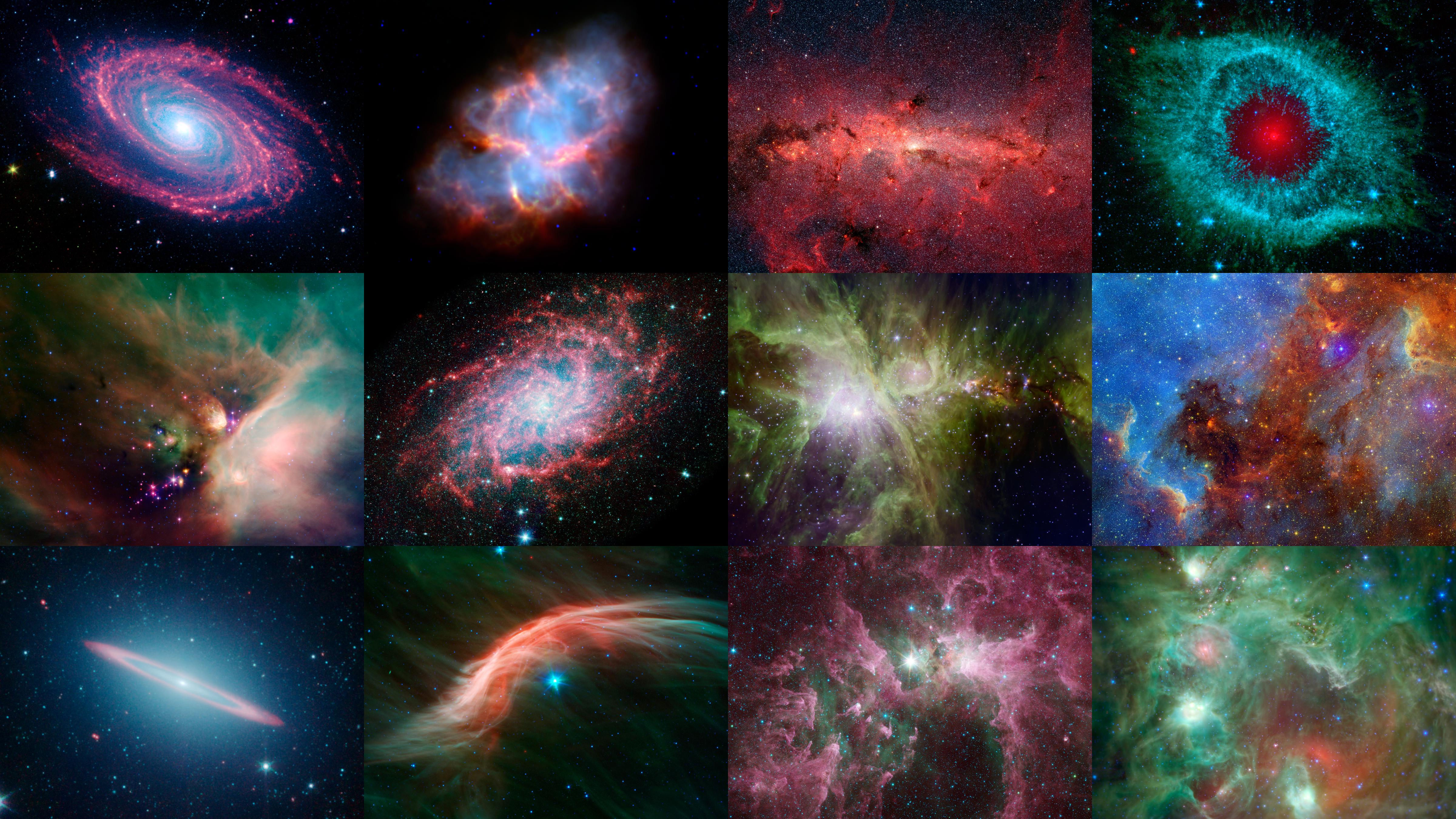
بعض صور سبيتزر ،(الألوان اختيارية لتوضيح المكونات).

## وصلات خارجية
- الموقع الرسمي لسبيتزر

## اقرأ أيضا
| - تلسكوب الأشعة تحت الحمراء - تلسكوب جيمس ويب الفضائي - غايا (مسبار فضائي) - مرصد هابل الفضائي - مسبار فضائي - التلسكوب العظيم VLT - مرصد مونا لوا - مرصد مونا كيا - مرصد سوبارو | - مرصد جيميني - مرصد كيك - استشعار عن بعد - بيبوساكس - مسبار ستيريو - مسبار روسي لتوقيت أشعة إكس - إشارة واو! | - مسح المراصد العظمى العميق - ميشيل ثالر - قائمة الحقول العميقة - إقليدس (مقراب فضائي) |  |